# Wulf D. Wagner
Wulf Dietrich Wagner (né le 10 mai 1969 à Mannheim) est un historien de l'architecture allemand basé à Berlin et Palerme. Il publie principalement sur l'histoire architecturale et culturelle de la Prusse-Orientale. Ses publications sur l’histoire du château de Königsberg font l’objet d’une attention particulière.

## Biographie
Wagner grandit à Bad Godesberg. Déjà étudiant, il mène des recherches sur les fermes et les manoirs de Poméranie et de Prusse-Orientale. Après avoir obtenu son diplôme d'études secondaires en 1988 et effectué son service militaire, il commence des études d'architecture à l' Université de Karlsruhe en 1989. En 1995, il s'installe à Berlin, où il travaille en tant qu'indépendant dans divers bureaux d'architecture de 1996 à 1998. Son mémoire de diplôme, publié à Karlsruhe en 1996, porte sur un projet de reconstruction de l'île de la cathédrale de Königsberg dans la ville russe de Kaliningrad, qui existe depuis 1945. En 2002, il commence ses recherches approfondies sur le château de Königsberg, détruit en 1968 sur ordre du gouvernement soviétique. En décembre 2005, il obtient son doctorat summa cum laude avec une thèse à l'Institut d'histoire de la construction de l'Université de Karlsruhe. Wagner considère sa longue histoire du château de Königsberg, publiée en 2008 et 2011, comme une contribution aux efforts de reconstruction du bâtiment de Kaliningrad qui a explosé en 1968. De 2010 à 2016, il est membre associé du conseil d'administration de la Commission historique pour la recherche d'État de Prusse-Orientale et Occidentale. Il vit à Berlin depuis 1996 et en Sicile depuis 2014.

## Réalisations scientifiques
Jusqu'à présent, c'est sa présentation de l'histoire du château de Königsberg, publiée en deux volumes en 2008 et 2011, qui attire le plus l'attention des spécialistes. Dans le deuxième volume, l'archéologue Heinrich Lange est co-auteur. L'ouvrage se fonde sur une recherche approfondie des sources. Wagner tente d'intégrer l'histoire de la construction du château dans le contexte de l'histoire générale de la Prusse orientale en reliant "le parcours architectural du château [...] toujours aux grands événements de l'histoire de la Prusse (orientale) et aux petits événements survenus dans ses murs". Dans sa revue, Christof Baier souligne, outre la recherche approfondie des sources qui a révélé une base matérielle impressionnante, une brillante reproduction des nombreuses illustrations ainsi qu'une bibliographie approfondie et un index soigneusement préparé des personnes, des lieux et des sujets. Baier note également que Wagner ne se consacre pas seulement à l'histoire du bâtiment, mais aussi à l'histoire de son utilisation en détail.

## Publications
- Stationen einer Krönungsreise. Schlösser und Gutshäuser in Ostpreußen. Katalog zur Ausstellung. Berli, 2001.
- Die Güter des Kreises Heiligenbeil in Ostpreußen. Leer, 2005.
- Kultur im ländlichen Ostpreußen. Menschen, Geschichte und Güter im Kreis Gerdauen, 2 Bände. Husum, 2008/2009[5].
- Das Königsberger Schloss, Bd. 1: Von der Gründung bis zur Regierung Friedrich Wilhelms I.: (1255–1740). Ratisbonne, 2008[6].
- avec Heinrich Lange: Das Königsberger Schloss, Bd. 2: Von Friedrich dem Großen bis zur Sprengung: (1740–1967/68); Das Schicksal seiner Sammlungen nach 1945. Ratisbonne, 2011.
- Ostpreußen in 1000 Bildern. Regenstauf, 2012[7].
- Das Rittergut Truntlack 1446–1945, 2 Vol. Husum, 2014.
- Residenzlandschaften. Reisen zu den herzoglichen, kurfürstlichen und königlichen Jagd- und Lusthäusern im Preußenland. Tagungsberichte der Historischen Kommission für Ost- und Westpreußische Landesforschung, Vol. 29 (2016): Preußenland und Preußen – Polyzentrik im Zentralstaat 1525–1945, p. 299–358.
- „Handbuch der ostpreußischen Güter“  – ein Zwischenbericht. Preußenland 7 (2016), p. 62–104.
- Die Altertumsgesellschaft Prussia. Einblicke in ein Jahrhundert Geschichtsverein, Archäologie und Museumswesen in Ostpreußen (1844–1945). Husum Verlag 2019,  (ISBN 978-3-89876-985-3).

## Honneurs
- Prix culturel de l'Association patriotique de Prusse-Orientale (de) (2008)
- Prix Gierschke-Dornburg (de) (2010)
- Médaille des citoyens de Königsberg (de) (2012)